# Christian Schad
Christian Schad (Miesbach, 21 augustus 1894 - Stuttgart, 25 februari 1982) was een Duits kunstschilder en fotograaf. Hij wordt voornamelijk gerekend tot de stroming van de Neue Sachlichkeit, in het bijzonder tot het verisme.

## Leven en werk
Schad studeerde aan de Kunstacademie in München en nam in 1915 deel aan de tentoonstelling van de Neue Münchener Sezession. Van 1915 tot 1920 woonde hij in Zwitserland en nam daar deel aan Dada-acties. Van 1920 tot 1927 woonde hij in Italië om vervolgens naar Wenen te verhuizen. Hij schilderde in die periode vooral in de stijl van het verisme en gaf mensen weer als steriele, autonome objecten, soms met magisch realistische elementen.
In 1929 nam Schad deel aan de expositie 'Neue Sachlichkeit' in het Stedelijk Museum te Amsterdam. In 1936 en andermaal in 1968 had hij veel succes op een modernistische tentoonstelling in het Museum of Modern Art te New York.
Schad werd ook bekend als fotograaf en maakte vooral naam met zijn uitvinding van de 'schadografie', waarbij afbeeldingen van objecten zonder gebruik van een camera op lichtgevende platen werden overgebracht.

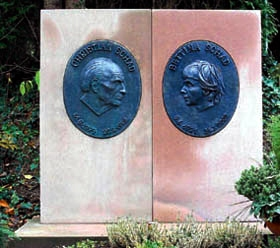
Grafsteen van Schad en zijn vrouw

Schad overleed in 1982, op 87-jarige leeftijd. Zijn nalatenschap wordt beheerd door de Christian-Schad-Stiftung te Aschaffenburg.